# Vysoké Tatry
Vysoké Tatry (Hongaars: Magastátra) is een Slowaakse gemeente in de regio Prešov, en maakt deel uit van het district Poprad. Vysoké Tatry telt 4953 inwoners.

## Naam van de gemeente
De naam van de gemeente is gelijk aan de Slowaakse naam voor de Hoge Tatra. Daarom wordt de plaats informeel ook wel aangeduid als Mesto Vysoké Tatry (Stad Hoge Tatra). De gemeente ontstond in 1990 door het samenvoegen van de gemeenten Starý Smokovec, Štrbské Pleso en Tatranská Lomnica. Tot 1999 was de officiële naam van de gemeente Starý Smokovec, een van de huidige dorpskernen van de gemeente.

## Samenstelling
De gemeente bestaat uit de volgende vijftien bergdorpen die ingedeeld zijn in drie kadastrale regio's (met tussen haakjes de hoogte van de dorpen):
| Štrbské Pleso - Štrbské Pleso (1355 meter) - Vyšné Hágy (1125 meter) - Podbanské (940 meter) Tatranská Lomnica - Tatranská Lomnica (850 meter) - Tatranská Kotlina (760 meter) - Tatranská Lesná (915 meter) - Kežmarské Žľaby (920 meter) - Tatranské Matliare (885 meter) | Starý Smokovec - Starý Smokovec (1010 meter) - Horný Smokovec (950 meter) - Dolný Smokovec (890 meter) - Nový Smokovec (1000 meter) - Tatranská Polianka (1005 meter) - Tatranské Zruby (995 meter) - Nová Polianka (1040 meter) |

De gemeente strekt zich uit over 46 kilometer, van Podbanské in het westen tot aan Tatranská Kotlina in het oosten. De gemeente wordt bestuurd vanuit Starý Smokovec.

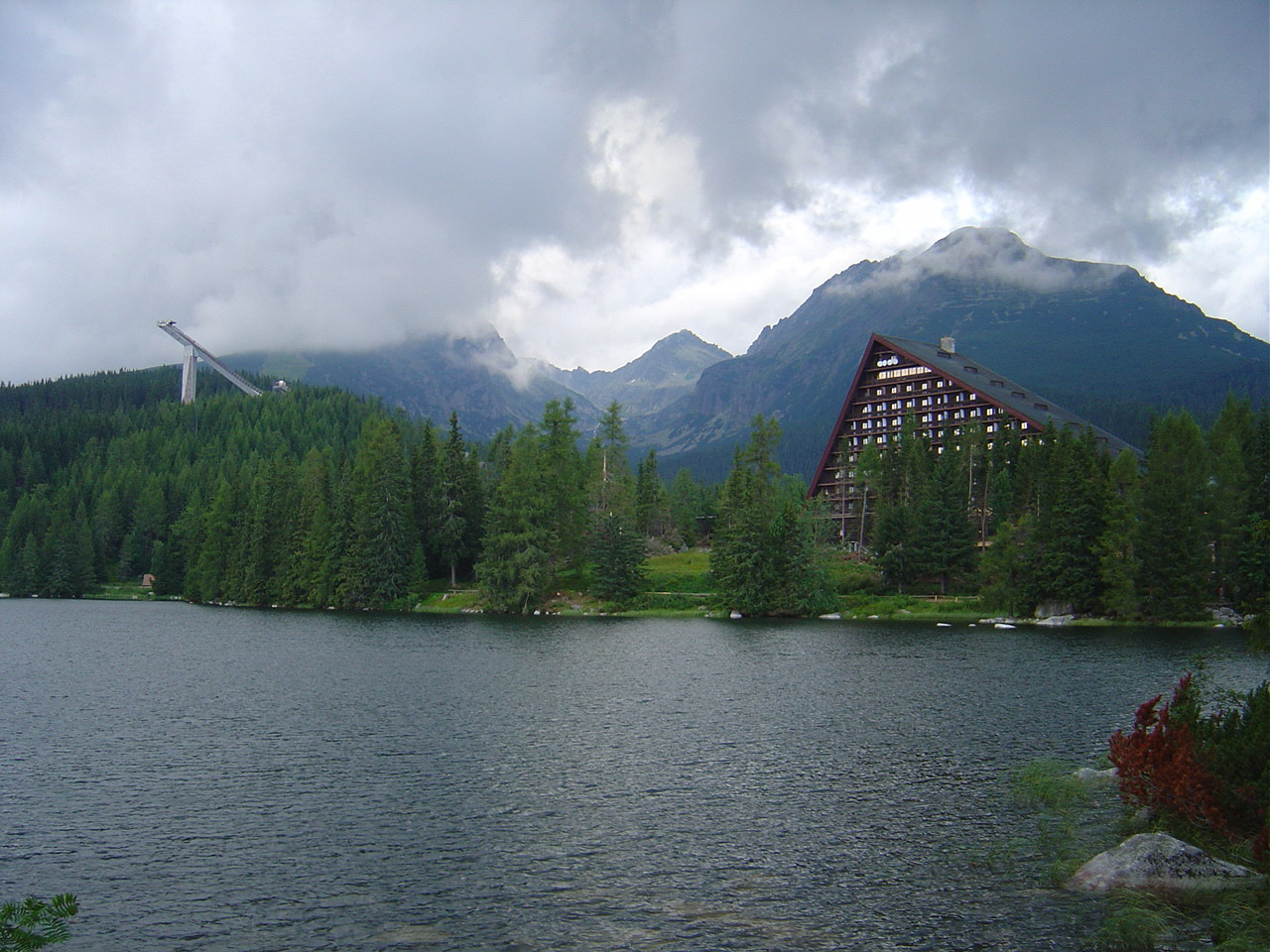
Het meer van Štrbské Pleso
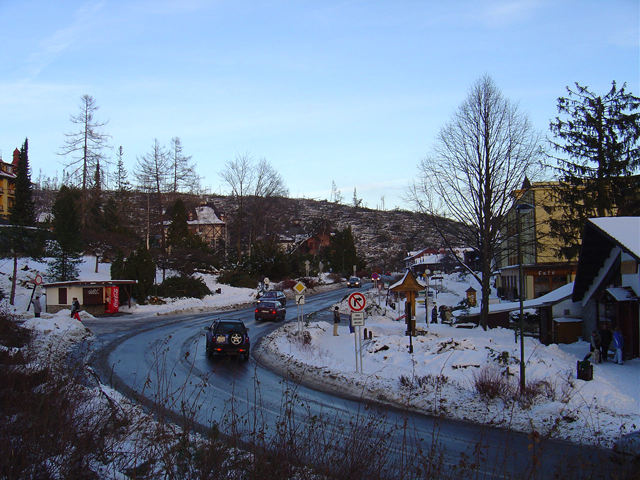
Het centrum van Starý Smokovec
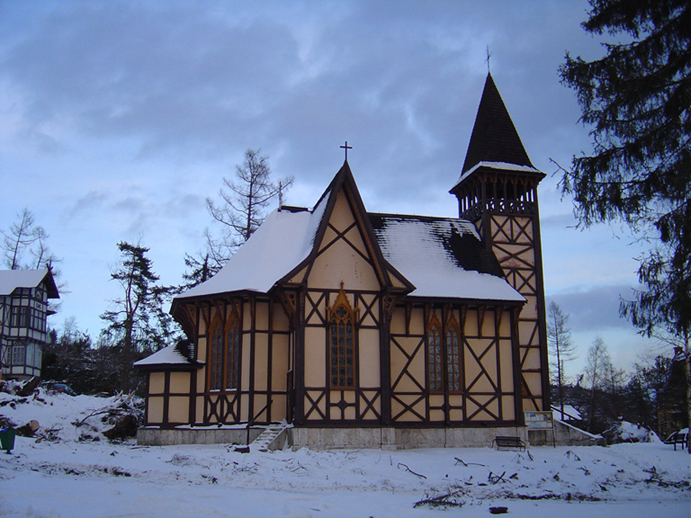
Rooms-katholieke kerk in Starý Smokovec
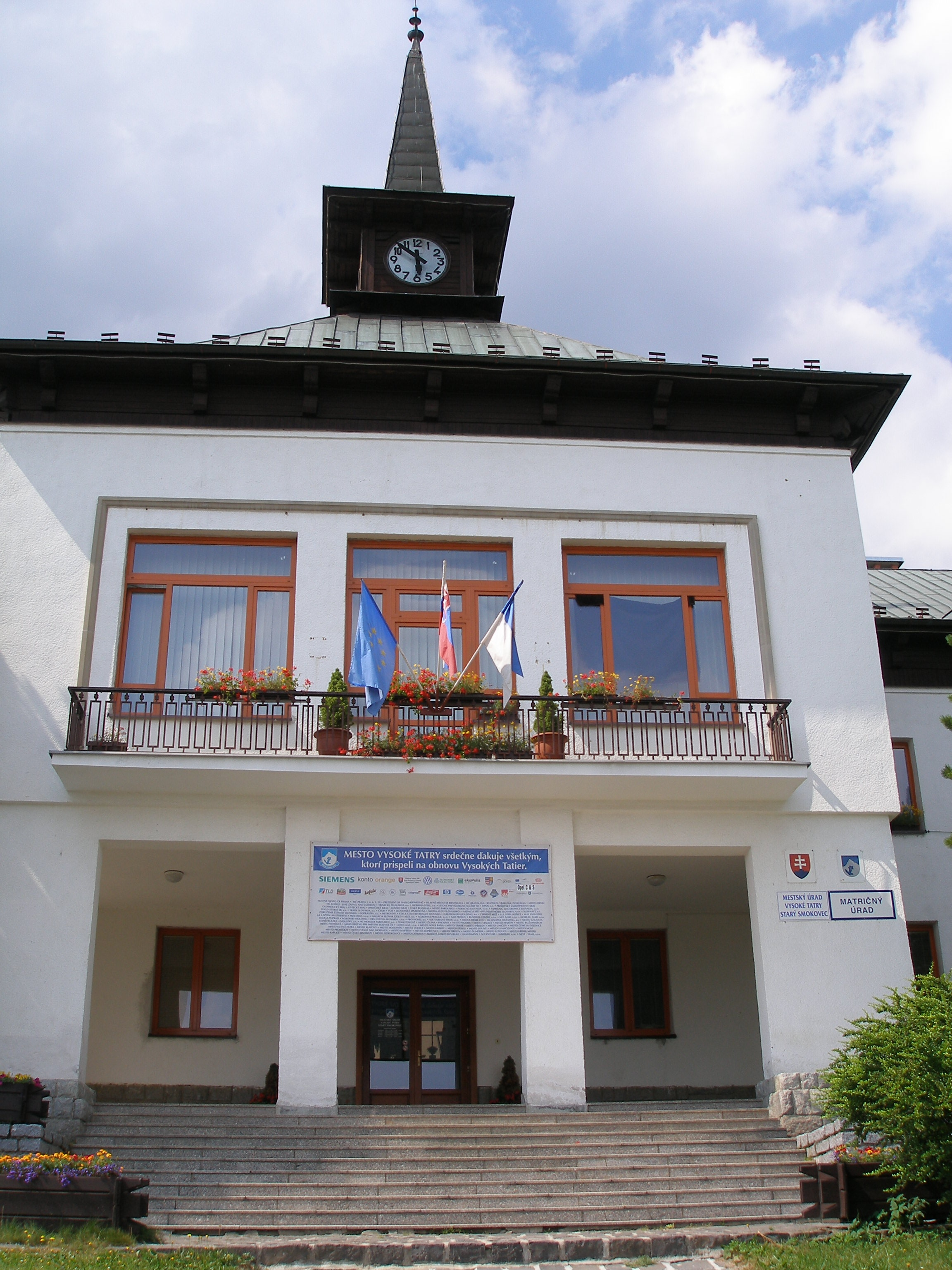
Gemeentehuis van Vysoké Tatry in Starý Smokovec

## Stedenbanden
- Pardubice (Tsjechië)